# Tatort: Eiskalt
Eiskalt ist ein Fernsehfilm aus der Kriminalreihe Tatort der ARD und des ORF. Der Film wurde vom SFB produziert und am 28. September 1997 erstmals ausgestrahlt. Es handelt sich um den achten Fall des Ermittler-Duos Roiter und Zorowski und die 370. Tatort-Folge. Roiter und Zorowski müssen den Mord an einem Religionslehrer in einem Luxushotel klären.

## Handlung
Der Religionslehrer Conrad Grün trifft sich mit seiner Geliebten Petra Schächter, Ehefrau des Kantors seiner Gemeinde, in einem Nobelhotel in der Berliner Innenstadt zum gemeinsamen Liebeswochenende. Beim Einchecken läuft ihnen Professor Conrad über den Weg, der als Experte für Kryo-Recycling an einem Hearing mit hochrangigen Berliner Politikern und Wirtschaftsvertretern teilnehmen soll. Da im Zimmer des Liebespaares die Klimaanlage ausfällt, überreden sie den Professor, mit ihnen das Zimmer zu tauschen. Während seine Geliebte im Bad ist, öffnet Grün dem vermeintlichen Zimmerservice die Tür, dort steht ein Killer, der ihn wortlos mit einem Giftpfeil tötet. Als Petra Schächter die Leiche ihres Geliebten findet, nimmt sie verwirrt ihre Sachen und flieht aus dem Hotel, ohne die Polizei zu rufen. Roiter und Zorowski eilen zum Tatort und müssen anschließend der Witwe, die ihren Mann identifiziert, die traurige Nachricht überbringen. Diese gibt an, vom Hotelaufenthalt ihres Mannes mit einer anderen Frau nichts gewusst zu haben. Am Abend suchen die Beamten Professor Conrad auf, der diesen sein neues Verfahren zur schnellen und sauberen Mülltrennung und dem Recycling kurz erläutert. Er erklärt, dass sein Verfahren Müllverbrennungsanlagen überflüssig machen würde und er aus dieser Lobby zahlreiche Gegner hat. Trotzdem kann sich Prof. Conrad nicht vorstellen, dass seine Gegner ihm nach dem Leben trachten. Die Beamten mahnen ihn allerdings zur Vorsicht, Zorowski hält die Nacht über Wache im Hotel.
Am nächsten Morgen werten die Beamten das Material der Überwachungskameras aus, Sebastian Schächter ließ am Tattag in der Tiefgarage des Hotels die Luft aus den Reifen seines eigenen Wagens. Sie können ebenfalls ermitteln, dass Schächter Kantor der Gemeinde von Grün ist und mit dem Mordopfer im selben Haus wohnte, zudem ist Schächter wegen Gewaltdelikten vorbestraft. Bei den Beamten meldet sich eine Frau, die angibt, ihr Ex-Verlobter, der russische Eishockeyspieler Igor Galkin, bedrohe sie wegen des Sorgerechtsstreits um die gemeinsame Tochter, die Beamten nehmen sie nicht ernst und schicken sie weg. In der Gemeinde treffen die Beamten auf Mario Strasser, der an Schächters Stelle den Chor leitet. Er gibt an, der Mann zu sein, den Schächter zusammengeschlagen habe. Strasser räumt ein, ein Wochenende im Tathotel mit Petra Schächter verbracht zu haben, Schächter hatte die beiden dort erwischt und Strasser verprügelt. Auf einem Foto, das Strasser ihnen zeigt, erkennen die Beamten in Petra Schächter die Frau von den Überwachungsvideos des Hotels und suchen sie auf. Sie behauptet den Beamten gegenüber, ihren Mann nicht auf dem Foto aus der Tiefgarage zu erkennen, räumt aber ein, mit dem Mordopfer im Hotel gewesen zu sein. Nachdem die Beamten weg sind, stellt sie ihren Mann zur Rede, dieser bestreitet den Mord, gibt aber zu, im Hotel gewesen zu sein und die Reifen manipuliert zu haben. 
Beim Hearing, bei dem auch Roiter und Zorowski anwesend sind, polarisiert Professor Conrad, indem er sein Verfahren als bahnbrechend vorstellt und entsprechend demonstriert, die Müllverbrennungslobby ist entsprechend erbost. Igor Galkin bekommt einen Anruf, dass er den „Falschen“ erwischt habe und nun alles aus sei. Der Verbrennungsanlagen-Inhaber Dr. Adler trifft sich abends mit Igor und erklärt ihm, dass dieser einen Unschuldigen getötet habe und nun Prof. Conrad trotzdem unbedingt töten müsse, sonst werde er dafür sorgen, dass sein Vertrag und somit seine Aufenthaltsgenehmigung nicht verlängert werde und er seine Tochter nicht mehr wiedersehen würde. Bei einer weiteren Vernehmung behauptet Petra Schächter, ihr Mann sei bislang nicht aufgetaucht, für ihr Verschwinden aus dem Hotel hat sie keine Erklärung. Im Revier trifft sie auf Prof. Conrad, der mit ihr flirtet und seine „Lebensretterin“ zum Essen einlädt. Roiter fällt derweil auf, dass die Männer von der Müllverbrennungsindustrie trotz ihrer Konkurrenz im Vorstand des Fördervereins des Berliner Eishockeyclubs Cristall 1990 sind und einträchtig als Sponsoren des Clubs auftreten. Während sich Conrad und Petra näher kommen, können die Beamten in der Kirche Schächters Selbstmord in letzter Sekunde verhindern. Schächter bestreitet den Mord an seinem Nebenbuhler, Roiter glaubt ihm und lässt ihn gehen. Als Conrad Petra eine Müllverbrennungsanlage zeigt, die er gerne überflüssig machen und auf sein Recyclingverfahren umstellen will, verübt Igor einen weiteren Mordanschlag auf ihn, der erneut misslingt. Roiter und Zorowski suchen Dr. Adler und seine Konkurrenten in den Räumlichkeiten des Eishockeyclubs auf, in dem diese gerade über die Zukunft debattieren, sollte Conrad Erfolg haben. Roiter hält Dr. Adler vor, dass Conrad ihm gefährlich wäre, Dr. Adler streitet dies ab. Nach dem Gespräch setzt Dr. Adler Igor erneut unter Druck, Conrad zu töten, da Igor aus Gewissensgründen aussteigen will.
Petra eröffnet ihrem Mann, dass sie ihn für einen anderen Mann verlassen wird. Zorowski sucht unterdessen den Deponieinhaber Brunkhorst auf, dieser gibt vor, es sei ihm egal, ob der Müll verbrannt oder recycelt werde. Zorowski sieht daher Dr. Adler als Eigentümer einer Verbrennungsanlage als den Hauptinteressenten an Conrads Tod an. Während der verzweifelte und liebeskranke Schächter herausfindet, mit wem seine Frau jetzt zusammen ist, wird Dr. Adler immer nervöser und übergibt Igor, den er immer weiter wegen seiner Tochter unter Druck setzt, eine Waffe und fordert ihn eindringlich auf, Conrad zu beseitigen. Roiter ahnt, dass Igor Galkin der schwache Punkt ist, an dem er ansetzen muss, um den Fall zu lösen, er erfährt, dass dieser nicht beim Training, sondern weggefahren ist. Er fährt mit Zorowski zu Conrads Anlage, auf der Conrad gerade von Schächter mit einer Eisenstange attackiert wird. Nach einem Kampf tötet Schächter Conrad, bevor Igor eintrifft, dieser bemerkt Schächter und schießt ihn an. In diesem Augenblick treffen Roiter und Zorowski ein, Zorowski geht in die Anlage und nimmt Schächter fest, während Roiter den fliehenden Igor verfolgt. Auf der Verfolgungsjagd kommt Igor ums Leben. Roiter und Zorowski fingieren einen Anruf bei Dr. Adler, in dem ihm Zorowski als Igor bestätigt, dass er den Mordauftrag erfolgreich ausgeführt habe, nach Dr. Adlers verräterischer Reaktion nehmen Roiter und Zorowski Dr. Adler fest. Die Müllverbrennung geht durch Conrads Tod allerdings unverändert weiter.

## Produktion
Der Tatort Eiskalt ist eine Produktion im Auftrag des SFB für Das Erste. Der Film wurde in Berlin gedreht. Bei seiner Erstausstrahlung am 28. September 1997 hatte Eiskalt 7,08 Millionen Zuschauer, was einem Marktanteil von 23,01 % entspricht.
Die zwölf Filme des SFB mit Winfried Glatzeder wurden nicht auf herkömmlichen Filmmaterial aufgezeichnet, sondern mit Hilfe von Betacam-Videokameras, was eine Videoclip-Ästhetik der Filme zur Folge hatte, die vielfach kritisiert wurde. Auch der 1995 vom SFB produzierte Polizeiruf 110: Sieben Tage Freiheit wurde in diesem Format aufgezeichnet und ebenfalls kritisiert.

## Kritik
TV Spielfilm beurteilte den Film negativ, denn „Glatzeder und Reichel wirken nicht auf der Höhe ihrer darstellerischen Möglichkeiten. Und die Machart des Films passt zum behandelten Thema.“ Das Urteil: „Dahergeholperter Hauptstadtkrimi“.